# Vườn quốc gia Port-Cros
Vườn quốc gia Port-Cros (tiếng Pháp: Parc de quốc gia Port-Cros) là một vườn quốc gia nằm trên vùng biển Địa Trung Hải, thuộc đảo Port-Cros, phía đông của Toulon, Pháp. Được thành lập vào năm 1963, nó bảo vệ các khu vực tự nhiên trong một số miền địa phương xung quanh.